# Campionati italiani di scacchi on line
I Campionati italiani di scacchi on line sono una manifestazione ufficiale della Federazione Scacchistica Italiana, iniziata nel 2022 in conseguenza del grande sviluppo e popolarità del gioco a scacchi svolto su piattaforme offerte da internet.

## Precedenti
Da molti anni la FSI aveva sperimentato varie forme di tornei ufficiali al computer, senza mai istituzionalizzarli. Nel 2020, in seguito alla pandemia di Covid 19, che ha reso impossibili i tornei in presenza, il Campionato italiano di scacchi è stato sostituito da un torneo on line a tempo Rapid, vinto nell'Assoluto da Alessio Valsecchi, nel Femminile da Ol'ga Zimina e nell'Under 20 da Edoardo Di Benedetto, Campionato che però non aveva veste ufficiale. In seguito però i tre vincitori sono stati considerati Campioni d'Italia per l'anno 2020.
Nel 2021, sulla piattaforma Omnia Chess, si sono poi svolti due tornei sperimentali, a tempo Rapid e Blitz.

## Storia
Per volontà del Presidente FSI Luigi Maggi, nel 2022 sono partiti i Campionati italiani on line ufficiali, preceduti dall'approvazione di un regolamento apposito, il Regolamento del gioco on line con supervisione La prima formula prevedeva sei Campionati, tre giovanili (in seguito cancellati) e tre Open (cioè aperti a tutti) con tre cadenze diverse: due Blitz (3 minuti a testa, 3 minuti + 2 secondi a testa) e uno Rapid (12 minuti + 3 secondi a mossa). Ogni Campionato si componeva di 17 tornei, e si svolgeva da aprile a novembre sulla piattaforma Omnia Chess.
Nel 2023 la FSI ha deciso di cambiare la formula: i Campionati sono rimasti due: Rapid (12 minuti + 3 secondi a mossa per giocatore) e Blitz (5 minuti + 3 secondi a mossa), ognuno di 14 tornei, sfalsati nel tempo (il Rapid da marzo a giugno, il Blitz da luglio a ottobre). I primi dieci classificati di ogni Campionato poi sono stati convocati ad Alassio a fine ottobre per una finale in formato hybrid (al computer, ma in presenza), che ha stabilito i vincitori.
Nel 2024 la formula è analoga a quella del 2023, con la differenza che i tornei per ogni Campionato sono stati 12 (e non 14) e alle finali Hybrid (che si sono volte a fine maggio a Palermo), sono stati invitati solo i primi otto classificati. La seconda parte dell'anno è stata invece dedicata alla prima edizione dei Campionati italiani on line a squadre, la cui finale, in formato hybrid, si è svolta a Torino pochi giorni prima del Campionato italiano assoluto di scacchi 2024, anch'esso organizzato a Torino. La vittoria è andata alla formazione di Palermo Scacchi 

## Albo d'oro
| Anno | Campionato  | Vincitore         |  |
| ---- | ----------- | ----------------- |  |
| 2022 | Blitz (3+0) | Damiano Lami      |  |
|      | Blitz (3+2) | Andrea Ianniello  |  |
|      | Rapid       | Tullio Mocchi     |  |
| 2023 | Blitz       | Giuseppe Lettieri |  |
|      | Rapid       | Pietro Savalla    |  |
| 2024 | Blitz       | Giuseppe Lettieri |  |
|      | Rapid       | Giuseppe Lettieri |  |